# Heinrich Gottlieb von Lindenau
Heinrich Gottlieb von Lindenau, seit 1765 Graf von Lindenau, (* 3. Juli 1723; † 11. Oktober 1789 in Machern) war kursächsischer Wirklicher Geheimer Rat, Kammerherr und Oberstallmeister sowie Besitzer der Rittergüter Gotha und Kossen. Er wurde am 8. August 1765 in Wien vom Kaiser in den Reichsgrafenstand erhoben außerdem war er Herr von Machern und Zeititz.
Sein Vater war Gottfried Anshelm von Lindenau (1693–1749) aus der Familie von Lindenau, der die Rittergüter Machern und Zeititz besaß. Die Mutter war Christiane Elisabeth von Ziegler und Klipphausen (1700/01–1774).
Er wurde am Dresdener Hof erzogen und wurde 1740 zum Jagtpagen ernannt und später zum Kammerjunker.
Von seinem Stief-Großvater, dem Hauptmann Adolph Ernst von Berger († 1746), kaufte er am 24. Dezember 1744 dessen Rittergüter Gotha und Kossen. 1751 erhielt er dazu Machern und Zeititz. Im Jahr 1753 wurde er zum Kammerherren ernannt, 1759 Stallmeister und Amtshauptmann des Kreis Torgau. 1763 wurde er zum Oberstallmeister ernannt und 1764 auch Wirklicher Geheimer Rat.
Am 2. Mai 1754 heiratete er Auguste Charlotte verwitweten von Kühlewein, geb. von Seydewitz (1729–1764), Witwe von Friedrich August von Kühlewein. Aus dieser Ehe ging der Sohn Carl Heinrich August Graf von Lindenau hervor, durch dessen kinderlosen Tod die gräfliche Linie derer von Lindenau im Jahre 1842 im Mannesstamm erlosch.
Durch seine Heirat mit der Kühlewein-Witwe gelangte Graf von Lindenau in den Mitbesitz des berühmten Auerbachs Keller in der Messestadt Leipzig.
Durch die Bombardierung Dresdens im Siebenjährigen Krieg verlor er seine dortigen „Mobilien“. Die 1761 in Erb- und Allodialgüter umgewandelten Lehngüter Gotha und Kossen verkaufte Lindenau im gleichen Jahr an den Geheimen Kriegsrat Ernst Friedrich von Hagen.